# Rozłazino (gromada)
Rozłazino – dawna gromada, czyli najmniejsza jednostka podziału terytorialnego Polskiej Rzeczypospolitej Ludowej w latach 1954–1972.
Gromady, z gromadzkimi radami narodowymi (GRN) jako organami władzy najniższego stopnia na wsi, funkcjonowały od reformy reorganizującej administrację wiejską przeprowadzonej jesienią 1954 do momentu ich zniesienia z dniem 1 stycznia 1973, tym samym wypierając organizację gminną w latach 1954–1972.
Gromadę Rozłazino z siedzibą GRN w Rozłazinie utworzono – jako jedną z 8759 gromad na obszarze Polski – w powiecie lęborskim w woj. gdańskim na mocy uchwały nr 20/III/54 WRN w Gdańsku z dnia 5 października 1954. W skład jednostki weszły obszary dotychczasowych gromad Rozłazino, Łówcz Górny, Nawcz, Dzięcielec i Dąbrówka Wielka (bez miejscowości Węgornia) oraz miejscowość Porzecze z dotychczasowej gromady Paraszyno ze zniesionej gminy Rozłazino w tymże powiecie. Dla gromady ustalono 17 członków gromadzkiej rady narodowej.
1 stycznia 1957 do gromady Rozłazino włączono parcele nr kat. 3-8, 11-8, 20-23, 24/2, 25/1, 26/9, 28/19 i 29/19 z miasta Lęborka w tymże powiecie.
1 stycznia 1959 do gromady Rozłazino włączono miejscowości Okalice, Popowo i Dziechno ze zniesionej gromady Łebunia w tymże powiecie.
1 stycznia 1970 do gromady Rozłazino włączono część obszaru miasta Lębork (1.653,76 ha) w tymże powiecie.
Gromada przetrwała do końca 1972 roku, czyli do kolejnej reformy gminnej.